# ペティション
ペティション (Petition) はイギリスの競走馬及び種牡馬である。
2歳時にシャンペンSなどを4連勝し、テューダーミンストレルに次ぐ評価を得た。翌年の2000ギニーでは当時無敗馬であったそのテューダーミンストレルの対抗と目されるも故障が原因で競走中止となり、以後そのシーズンは勝ち星に恵まれなかった。しかし、現役を続けた4歳時にエクリプスSに優勝し高い評価を得た。
種牡馬としては、1959年に二冠牝馬プティトエトワールなどの活躍により英愛リーディングサイアーに輝いた。
さらに、父系子孫からは、産駒のペティンゴが愛ダービー馬イングリッシュプリンス、英ダービー馬トロイなどを輩出しリーディングサイアーとなり、ブリガディアジェラード、ハイクレア、リーディングサイアーピットカーンとその産駒エラマナムー 、ホーリックスなどを輩出してペティション系を発展させた。
また、血統背景は4代母が四冠馬セプターで、その母で5代母のOrnamentは三冠馬オーモンドの全妹である。

## 経歴

### 競走馬時代
ペティションは1946年に2歳で競走馬としてデビューし、初戦のヨーク競馬場のエリントンステークスは僅差の3着に敗れるものの、2歳戦線が本格化する6月のロイヤルアスコット開催のニューS（5f ※後にノーフォークステークスとして施行されている。）を凱旋門賞馬ミゴリらを相手に2着に4馬身差で優勝し初勝利を収めた。
その後、7月のグッドウッド競馬場のリッチモンドS（6f）を3馬身差、8月のヨーク競馬場のジムクラックS（6f）を3馬身差で連勝した。このうちジムクラックSでは翌年愛ダービーやセントレジャーに勝つサヤジラオ(Sayajlrao)を2着に退けている。
さらに、9月のシャンペンS（6f）でも半馬身差ながら優勝し、4連勝で2歳シーズンを終えると、公式フリーハンデにおいて無敗馬テューダーミンストレル(Tudor Minstrel)に次ぐ2番手の評価を得た。
3歳になると2000ギニーのトライアルレースであったハーストパーク競馬場のヘンリー8世ステークスに出走し、サヤジラオに10馬身差をつけて快勝し、テューダーミンストレルの対抗馬として、2000ギニーに進むこととなった。
しかしながら、本番の2000ギニーではテューダーミンストレルの圧勝を後目に、スタート前のアクシデントによる故障が原因で競走中止となり、3ヶ月程度の休養を要することとなった。
7月のグッドウッド競馬場のサセックスSで復帰を果たしてマイル路線を進むも、2頭立てのサセックスSではコンバット(Combat)に1馬身半遅れた2着、アスコット競馬場のナイツロイヤルS（後のクイーンエリザベス2世ステークス）はテューダーミンストレルから9馬身半遅れた3着と勝利を収めることはできなかった。
4歳となった1948年もペティションは現役を続け、ハーストパーク競馬場のハンデキャップレース・ヴィクトリアカップ(7f)で、129ポンドのハンデを背負って久々の勝利を上げると、ロイヤルアスコット開催のルース記念ステークスに進み、スローペースに苦戦して2頭立ての2着ながら、勝ったオロス（Oros）から3/4馬身差と善戦した。
そして、当時から英国において最も権威のあるレースの一つである7月のサンダウン競馬場で行われるエクリプスSに駒を進めると、前年の優勝馬ミゴリや後にアメリカ古馬チャンピオンになるヌーアなどが出走するなか、サヤジラオを短頭差抑えて優勝した。

### 種牡馬時代
エクリプスS優勝を最後に種牡馬となったペティションは1959年にプティトエトワールが1000ギニー、オークス、サセックスステークス、ヨークシャーオークス、チャンピオンステークスなどに優勝したことなどにより英愛リーディングサイアーとなった。
また、一塊のスプリンターだったMarch Pastの産駒Queen's Hussarがブリガディアジェラードやハイクレアを輩出してリーディングサイアーに、セントジェームズパレスステークスやサセックスSに勝ったペティンゴは愛ダービー馬イングリッシュプリンス、英ダービー馬トロイが輩出されリーディングサイアーとなり、ピットカーンもエラマナムーがエクリプスSとキングジョージを連勝したことなどによりリーディングサイアーに輝き、父系子孫ペティション系を発展させた。
日本に関係の深いところでは、ホーリックスもペティション系であり、ダンジグ(Danzig)の2代母Petitionorもペティションの産駒である。

## 主な産駒
- Pteite Etoile (1956)  - 1000ギニー、オークス、チャンピオンS、コロネーションS
- Ocean (1961) - コロネーションS
- Young Empress (1957)  - プリティーポリーS
- Petingo(1965) - サセックスS、St.ジェームズパレスS、ミドルパークS
- March Past

## 血統
| ペティションの血統            | ペティションの血統 | ペティションの血統 | （血統表の出典） | （血統表の出典） |
| 父系                          | フェアトライアル系＜フェアウェイ系＜ファラリス系＜サイリーン系＜ベンドア系＜ストックウェル系＜エクリプス系＜ダーレーアラビアン系 | フェアトライアル系＜フェアウェイ系＜ファラリス系＜サイリーン系＜ベンドア系＜ストックウェル系＜エクリプス系＜ダーレーアラビアン系 | フェアトライアル系＜フェアウェイ系＜ファラリス系＜サイリーン系＜ベンドア系＜ストックウェル系＜エクリプス系＜ダーレーアラビアン系 |                  |
| 父 Fair Trial (GB) 1932 栗毛  | 父の父Fairway (GB) 1925 鹿毛 | Phalaris | Polymelus | Polymelus        |
| 父 Fair Trial (GB) 1932 栗毛  | 父の父Fairway (GB) 1925 鹿毛 | Phalaris | Bromus |                  |
| 父 Fair Trial (GB) 1932 栗毛  | 父の父Fairway (GB) 1925 鹿毛 | Scapa Flow | Chaucer | Chaucer          |
| 父 Fair Trial (GB) 1932 栗毛  | 父の父Fairway (GB) 1925 鹿毛 | Scapa Flow | Anchora |                  |
| 父 Fair Trial (GB) 1932 栗毛  | 父の母Lady Juror (GB) 1919 鹿毛                                                                                                  | Son-in-Law | Dark Ronald | Dark Ronald      |
| 父 Fair Trial (GB) 1932 栗毛  | 父の母Lady Juror (GB) 1919 鹿毛                                                                                                  | Son-in-Law | Mother In Law |                  |
| 父 Fair Trial (GB) 1932 栗毛  | 父の母Lady Juror (GB) 1919 鹿毛                                                                                                  | Lady Josephine | Sundridge | Sundridge        |
| 父 Fair Trial (GB) 1932 栗毛  | 父の母Lady Juror (GB) 1919 鹿毛                                                                                                  | Lady Josephine | Americus Girl |                  |
| 母 Art Paper (GB) 1933 黒鹿毛 | 母の父Artist's Proof (GB) 1926 栗毛                                                                                              | Gainsborough | Bayardo | Bayardo          |
| 母 Art Paper (GB) 1933 黒鹿毛 | 母の父Artist's Proof (GB) 1926 栗毛                                                                                              | Gainsborough | Rosedrop |                  |
| 母 Art Paper (GB) 1933 黒鹿毛 | 母の父Artist's Proof (GB) 1926 栗毛                                                                                              | Clear Evidence | Tracery | Tracery          |
| 母 Art Paper (GB) 1933 黒鹿毛 | 母の父Artist's Proof (GB) 1926 栗毛                                                                                              | Clear Evidence | Honora |                  |
| 母 Art Paper (GB) 1933 黒鹿毛 | 母の母Quire (GB) 1918 鹿毛 | Fairy King | Desmond | Desmond          |
| 母 Art Paper (GB) 1933 黒鹿毛 | 母の母Quire (GB) 1918 鹿毛 | Fairy King | Queen Fairy |                  |
| 母 Art Paper (GB) 1933 黒鹿毛 | 母の母Quire (GB) 1918 鹿毛 | Queen Carbine | Carbine | Carbine          |
| 母 Art Paper (GB) 1933 黒鹿毛 | 母の母Quire (GB) 1918 鹿毛 | Queen Carbine | Sceptre |                  |
| 母系(F-No.)                   | (FN:16-h) | (FN:16-h) | (FN:16-h) | [ § 2 ]          |
| 5代内の近親交配               | St. Simon 5×5、Bay Ronald 5×5 | St. Simon 5×5、Bay Ronald 5×5 | St. Simon 5×5、Bay Ronald 5×5 | [ § 3 ]          |
| 出典                          | 1. 2. 3. | 1. 2. 3. | 1. 2. 3. | 1. 2. 3.         |